# Nouns
Albums de No Age
Weirdo Rippers
(2007)
Nouns est le deuxième album du groupe américain de rock No Age. Il est sorti en 2008 sur le label Sub Pop.
L'accueil critique en a été très positif. Le site Pitchfork lui a donné la note quasi parfaite de 9,2/10 et l'a placé 3e de son classement des 50 meilleurs albums de l'année 2008. Le magazine Rolling Stone l'a, quant à lui, placé 50e de sa liste similaire. Le site Drowned in Sound lui a donné la 21e place du classement de la rédaction, les utilisateurs du site l'ont, eux, classé 10e.

## Liste des titres
1. Miner - 1:50
2. Eraser - 2:41
3. Teen Creeps - 3:25
4. Things I Did When I Was Dead - 2:27
5. Cappo - 2:42
6. Keechie - 3:27
7. Sleeper Hold - 2:26
8. Errand Boy - 2:41
9. Here Should Be My Home - 2:03
10. Impossible Bouquet - 2:09
11. Ripped Knees - 2:53
12. Brain Burner - 1:51